# Idioma aikaná
El aikaná o aikanã (también tubarão, masaca o corumbiara) es una lengua indígena americana hablada por unos 150 indígenas de la etnia aikaná en la reserva de Tubarão-Latundê situada en el sur del estado brasileño de Rondônia.

## Descripción gramatical

### Fonología
El inventario consonántico del aikaná es el siguiente:
|             | Labial      | Alveolar     | Palatal | Velar | Glotal  |
| ----------- | ----------- | ------------ | ------- | ----- | ------- |
| Nasal       | m /m/       | n /n/        | ñ /ɲ/   |       |         |
| Oclusiva    | p /p/ b /b/ | t /t/ d /d/  |         | k /k/ | ’ /ʔ/   |
| Fricativa   |             | s /s/ th /ð/ |         |       | j/h /h/ |
| Africada    |             | ts /ts͡~tʃ͡/   |         |       |         |
| Vibrante    |             | r /r/        |         |       |         |
| aproximante | w /w/       | l /l/        | y /j~ʒ/ |       |         |
El inventario vocálico es:
|         | Vocal oral | Vocal oral | Vocal oral | Vocal nasal | Vocal nasal | Vocal nasal |
|         | Anterior   | Central    | Posterior  | Anterior    | Central     | Posterior   |
| ------- | ---------- | ---------- | ---------- | ----------- | ----------- | ----------- |
| Cerrada | i y        |            | u          | ĩ           |             | ũ           |
| Media   | ɛ ø        | a~ə        |            | ɛ̃           |             |             |
| Abierta |            | a~ə        |            |             | ã           |             |
Aikanã usa una versión modificada del alfabeto latino.

### Gramática
Morfológicamente es una lengua compleja y con orden predominante SOV.